# Pena de morte no Irã
A pena de morte é uma pena legal no Irã. Crimes puníveis com a morte incluem assassinato; estupro; abuso sexual infantil; pedofilia; tráfico de drogas; assalto à mão armada; sequestro; terrorismo; roubo; relações incestuosas; fornicação; relações sexuais proibidas; sodomia; homossexualidade; má conduta sexual; prostituição; conspirando para derrubar o regime islâmico; dissidência política; sabotagem; incêndio criminoso; rebelião; apostasia; adultério; blasfêmia; extorsão; falsificação; contrabando; especulando; interromper a produção; consumo reincidente de álcool; produzir ou preparar alimentos, bebidas, cosméticos ou itens sanitários que levam à morte quando consumidos ou usados; produção e publicação de pornografia; usando materiais pornográficos para solicitar sexo; acusações falsas reincidentes de crimes sexuais capitais que causam a execução de uma pessoa inocente; roubo reincidente; certas ofensas militares (por exemplo, covardia, assistência ao inimigo); "travando guerra contra Deus"; "espalhar a corrupção na Terra"; espionagem; e traição. O Irã realizou pelo menos 977 execuções em 2015, pelo menos 567 execuções em 2016 e pelo menos 507 execuções em 2017.
Acredita-se que o Irã execute a maioria das pessoas per capita. O Irã insiste em dizer que os números de execução alegados por grupos de direitos humanos sejam exagerados e que as execuções só são realizadas após um longo processo judicial. As autoridades iranianas citam que estão travando uma guerra às drogas em larga escala ao longo de suas fronteiras orientais, e o aumento de traficantes de drogas causa um aumento nas execuções.

## Críticas
O Irã recebeu a atenção da mídia ocidental e críticas por executar execuções de menores, apesar de ter assinado a Convenção sobre os Direitos da Criança, que proíbe a execução de delinquentes por crimes cometidos com menos de 18 anos. O Irã justifica suas ações reivindicando dispensa nos casos em que a Convenção é considerada "incompatível com a jurisprudência islâmica". O Irã também foi criticado por usar o apedrejamento como método de execução embora em 2005 um porta-voz do judiciário iraniano tenha negado veementemente as acusações de apedrejamento e execução de menores, descrevendo-os como "propaganda contra o estado iraniano".
No Festival Internacional de Cinema de Berlim, em 29 de fevereiro de 2020, o filme iraniano sobre execuções (Não há mal) ganhou o prêmio principal.

## Métodos

### Forca

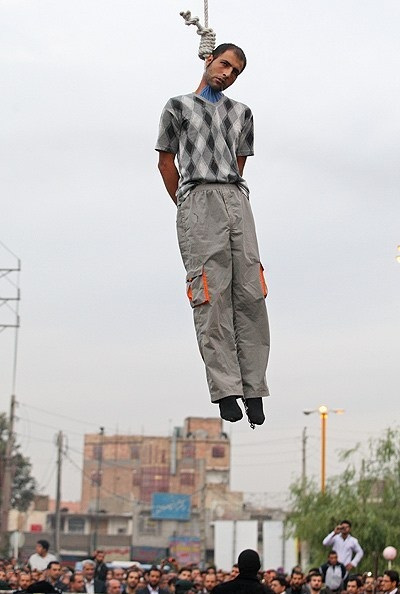
Uma execução pública para um homem condenado por estupro, Qarchak, 26 de outubro de 2011.

A forca é o único método comum de execução no Irã do século XXI, geralmente realizado na prisão.
Enforcamentos famosos no Irã incluem o Sheikh Fazlollah Nouri em 1908, e o serial killer Mohammed Bijeh, o "vampiro do deserto", que estuprou e matou 17 meninos em 2005. Ao amanhecer, em 27 de julho de 2007, 29 homens foram enforcados na prisão de Evin por várias acusações de assassinato e tráfico de drogas. Em 2010, Shahla Jahed foi enforcada em Teerã pelo assassinato em 2002 da esposa do futebolista iraniano Nasser Mohammadkhani. Em 2006, uma adolescente de 16 anos, Atefah Sahaaleh, foi condenada à morte e executada duas semanas depois, pendurada em uma praça pública pelas acusações de adultério e "crimes contra a castidade". Em 2009, uma execução pública de dois homens em Sirjan por assalto à mão armada foi interrompida quando parentes invadiram a forca e mataram os carrascos permitindo a fuga dos homens; eles foram novamente capturados e enforcados até a morte. Um vídeo do incidente foi publicado na Internet.

### Pelotão de fuzilamento
Depois de muitos anos sem uso, o fuzilamento foi usado pela última vez em 2008, para executar um homem condenado por estuprar 17 crianças, segundo a Agência de Notícias Fars.

### Apedrejamento
Os indivíduos condenados à lapidação são colocados em uma cova de apedrejamento, enterrados no pescoço (mulheres) ou na cintura (homens), e outros lançam pedras contra eles até que escapem da cova de apedrejamento, ficam incapacitados ou estão mortos, os homens (ao contrário das mulheres) são enterrados apenas na cintura porque homens ocasionalmente escapam do poço de apedrejamento o que encerra a penalidade. O apedrejamento até a morte foi bloqueado como punição legal pela ordem de Khomeini em 1981. Em 2012, foi oficialmente removido do código e substituído por um método não especificado. Em teoria, ela ainda poderia ser usada como punição, porque o código penal permite que os juízes imponham sentenças de acordo com "fontes islâmicas válidas" e punições da Sharia, embora seja improvável devido ao fato de exigir grandes cargas de evidências, incluindo pelo menos quatro testemunhas.  
Em agosto de 2010, o Iran Human Rights informou que sete execuções de apedrejamento foram realizadas nos últimos quatro anos e que 14 ou mais sentenças de morte por apedrejamento (para 11 mulheres e três homens) estavam pendentes. Em 2010, uma sentença de morte altamente divulgada por lapidação foi alterada sob pressão internacional. Houve relatos do site da oposição Melli-Mazhabi na Web de uma sentença de apedrejamento em 2012. O Departamento de Medicina Legal de Teerã rejeitou essas alegações sem fornecer explicações para as causas da morte

### Caindo das alturas
O Irã é acusado de usar essa forma de execução para a homossexualidade. Segundo a Anistia Internacional em 2008, Tayyeb Karimi e Yazdan foram condenados por sequestro, estupro e roubo e sentenciados à morte por um juiz em Shiraz, província de Fars, sul do Irã, em maio de 2007. Eles deveriam ser jogados de um penhasco ou de uma grande altura. O juiz ordenou que eles fossem executados da maneira descrita. Quatro outros homens foram condenados a 100 chicotadas cada um por seu envolvimento nos alegados crimes.